# Aziz Khan Mukri
Aziz Khan Mukri (1792-1873, Tabriz) est un homme d'État kurde ayant servi comme chef de l'armée iranienne pendant le règne du Shah Qajar Nasseredin Shah. Il a été le tuteur de Mozaffaredin Shah, fils de Nasseredin Shah.